# Paul Grice
Herbert Paul Grice (13 de marzo de 1913, Birmingham, Inglaterra - 28 de agosto de 1988, Berkeley, California) fue un filósofo británico, conocido sobre todo por sus contribuciones a la filosofía del lenguaje en el ámbito de la comunicación y, más concretamente, de la pragmática conversacional. Su trabajo, recopilado en su obra Studies in the Way of Words, ha tenido una gran importancia en filosofía y pragmática lingüística, con implicaciones e implicaturas también en el ámbito de la ciencia cognitiva en general.

## Vida
Nacido y criado en el Reino Unido, Grice cursó sus primeros estudios en el Clifton College para luego entrar a la Universidad de Oxford. Después de un breve periodo de enseñanza en Rossall, volvió a Oxford, como profesor, en donde enseñó hasta 1967. Luego se trasladó a los Estados Unidos para impartir clases en la Universidad de California y, finalmente, en 1979 volvió al Reino Unido para dar algunas conferencias. Murió en 1988, año en que aún era docente titular en Berkeley. Se reimprimimieron muchos de sus ensayos, y en 1979 se publicó su libro Studies in the Ways of Words.

## Grice y el significado
El trabajo de Grice constituye uno de los fundamentos en el abordaje moderno de la pragmática. Se tienen principalmente en cuenta sus contribuciones al estudio del significado del hablante y del significado lingüístico, así como de las interrelaciones entre ambos. Proporcionó y desarrolló, en efecto, un análisis de la noción de significado lingüístico en términos de significado del hablante. Para explicar de qué modo pueden ser entendidas las elocuciones no literales, postuló la existencia de un principio cooperativo general en la conversación del cual derivan ciertas máximas específicas. 
Grice introdujo la noción de implicaturas para sustituir la de implicación, usada hasta entonces, y que consideró inadecuada para su propuesta lingüística. El contexto es un factor muy importante a tener en cuenta al analizar un texto o una conversación, ya que dependiendo de la situación comunicativa en la que nos encontremos podemos percibir de una forma o de otra el significado de lo dicho. No solo depende del contexto en sí, es decir, lo que te rodea, sino que también hay que destacar la cultura en la que se desarrolla la acción. Por lo tanto, dependiendo de la cultura el contexto será entendido de una forma u otra.
Grice formula una teoría de forma opuesta a la concepción contextual de interpretación de los enunciados. Se encarga de darle al lenguaje un nuevo enfoque pragmático y estudia aquellos principios que regulan la interpretación de los enunciados construyendo una especie de modelo para ayudarnos a regular cómo se produce el intercambio comunicativo. Las palabras también pueden tener un significado añadido, de tal manera que Grice crea este modelo para ver qué factores condicionan ese nuevo significado.
Por ello, este autor propone principios no normativos, sino descriptivos, todo lo extrae a partir de la conversación. Por lo tanto, no se trata de normas obligatorias que rigen, organizan y dan leyes a la conversación, sino que parten de la conversación y la describen. Todos estos principios se incluyen dentro de lo que Grice llama el principio de cooperación. Este principio es una condición para que nuestro interlocutor entienda lo que le estamos diciendo, una especie de condición preparatoria que todos los participantes deben cumplir para que la conversación sea coherente. Así pues, no es normativo, pero su no cumplimiento puede desembocar en una sanción social.

## Máximas conversacionales
El principio de Cooperación se concreta en una serie de categorías, denominadas máximas de conversación, las cuales describen cómo ha de ser lo que se dice en una conversación, para que ésta sea más precisa y menos ambigua:
1.	Máxima de cantidad:
- Que su contribución contenga tanta información como se requiere
- Que su contribución no contenga más información de la que se requiere

2.	Máxima de calidad (de veracidad)
- No afirme lo que crea falso
- No afirme nada de lo que no tenga pruebas suficientes

3.	Máxima de relación (de relevancia)
- Que lo que hable oportunamente sea relevante

4.	Máximas de modo (modalidad, fundamentalmente intenta ser claro)
- Evite expresarse oscuramente
- Evite ser ambiguo
- Sea breve
- Sea ordenado

Una vez planteada la teoría de Grice, podemos llegar a pensar que tenía una concepción un poco idealista y normativa de la comunicación, ya que continuamente el interlocutor, en una conversación normal, está violando dichas máximas.
Aunque la teoría de Grice hay que verla también desde el punto de vista en el que no formula una serie de principios que deben imponerse a los participantes de una conversación para que se comporten de una forma u otra, sino es que principalmente una teoría de la interpretación de los enunciados. Además, según Grice, mientras no se violen abiertamente las máximas, toda persona sigue el principio de cooperación y de máxima. Cuando se viola una máxima no abiertamente, lo que hacemos es reinterpretar lo dicho, no sería contradictorio con el principio de cooperación sino que sería un nuevo contenido de significación . Aquí aparecen las implicaturas, que nos permiten cubrir las distancias entre lo que se dice y lo que efectivamente se comunica, es decir, lo que el hablante quiere comunicar. Si aplicamos estrictamente las máximas del principio de cooperación de Grice, parece que hablar es simplemente transmitir una serie de datos verdaderos y necesarios sin ambigüedad.
El propio Grice se dio cuenta de que su teoría era insuficiente, que hablar era mucho más que dar/recibir una información y que, en efecto, hacían falta otras máximas, pero murió antes de que le diera tiempo a reformular su teoría.

## Críticas y examinadores
Tras su muerte, algunos de sus discípulos, como Sperber y Wilson (1986-1989), empezaron a investigar e hicieron todo lo contrario, ya que redujeron el número de máximas de Grice. La elaboración de la teoría de la relevancia por parte de Sperber y Wilson ha sido uno de los desarrollos más significativos de la pragmática. Esta teoría abarca mucho más pues no sólo se basa en la interpretación individual de las expresiones en contexto, sino que también se preocupa de la ironía y la metáfora, entre otros. A diferencia de Grice, las metáforas no se consideran desviaciones del hablar verdadero, sino una consecuencia de la búsqueda de relevancia. Stephen Neale examina detalladamente el trabajo de Grice en Paul Grice y la filosofía lingüística de la lengua (1992).
Ver: Comunicación y cognición; Blackwell Publishing, 1986.